# B. Braun
B. Braun Melsungen AG è un'azienda tedesca attiva nella tecnologia medica e farmaceutica, avente uffici e strutture in 64 Paesi. La sua sede è situata nella cittadina di Melsungen, nella Germania centrale. La compagnia fu fondata ed è tuttora posseduta dalla famiglia Braun.

## Storia

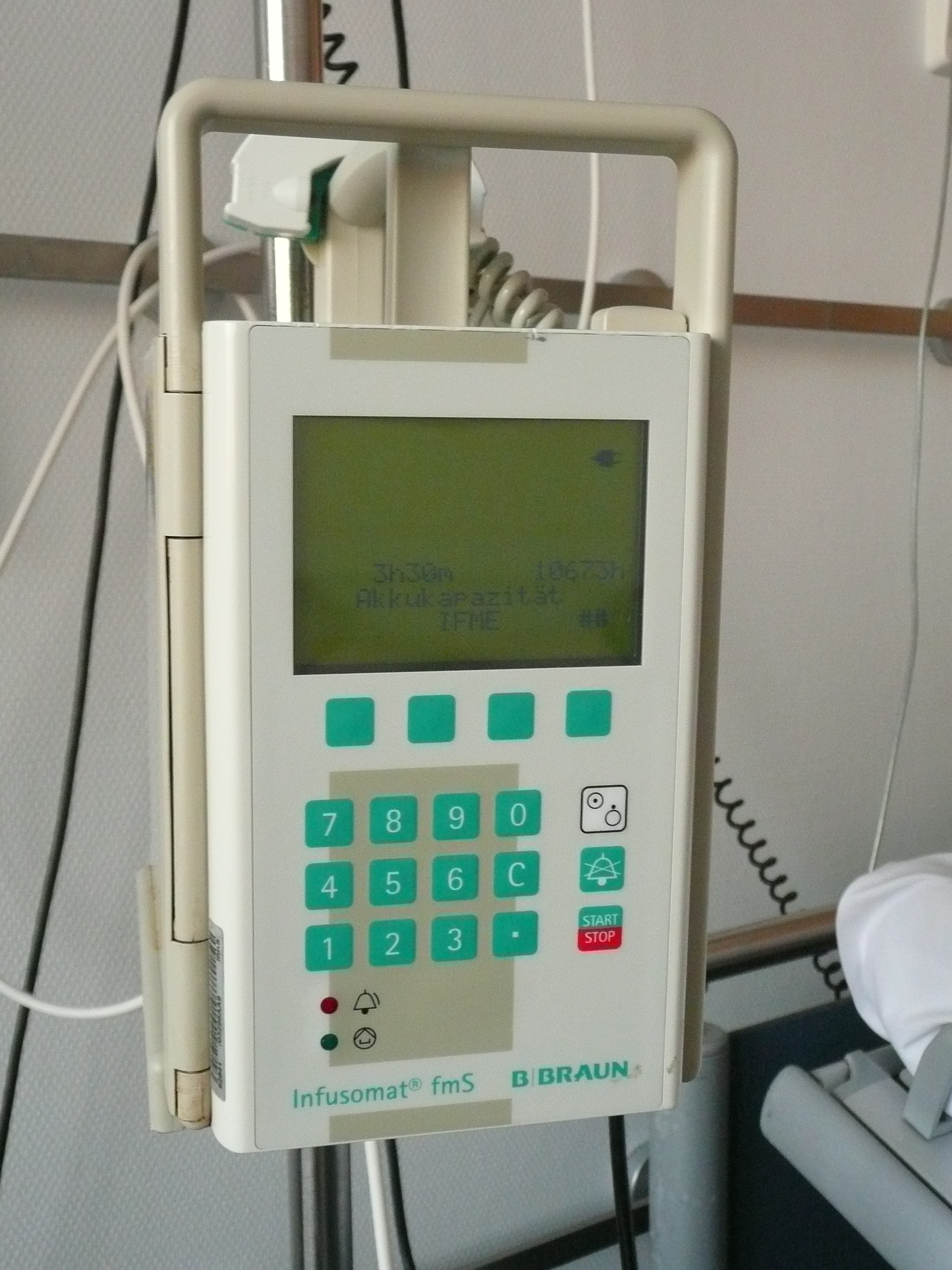
Pompa per infusione Infusomat fmS

Ha origine nell'anno 1839 come farmacia a Melsungen, dove iniziò a vendere erbe medicinali tramite posta a clienti in tutto il Paese.
Successivamente fu costruito uno stabilimento nel quale iniziò una grande produzione di prodotti medicali. Grazie soprattutto a suture chirurgiche, B. Braun iniziò ad assistere gli ospedali, aggiungendo nei successivi decenni altre linee di prodotti, come soluzioni intravenose, apparati di monitoraggio e altri apparecchi medici. Negli anni 60, B. Braun si specializzò in plastica per uso farmaceutico e produsse il primo contenitore plastico per soluzioni intravenose, oltre ad altri numerosi prodotti per la cura del paziente.
Mentre l'azienda cresceva, i mercati mondiali accolsero i suoi prodotti, consentendo la costruzione o l'acquisizione di stabilimenti in vari Paesi, quali Francia, Italia, Spagna, Svizzera, Slovacchia, Repubblica Ceca, Usa, Brasile e Malesia. B. Braun acquisì altre compagnie sanitarie, come Aesculap AG in Germania, una delle aziende leader nel campo degli strumenti chirurgici.
In Italia troviamo B.Braun a Milano e a Mirandola.

## Settori
B. Braun ha quattro divisioni:
- Hospital Care per la cura dei pazienti mediante tecnologia medica.
- Aesculap per gli strumenti chirurgici.
- Out Patient Market (OPM) per malati cronici e lungodegenze nelle case di cura.
- B. Braun Avitum specializzata nella circolazione extracorporea.[3]